# إدوارد بيرك
إدوارد بيرك (4 ديسمبر 1945 - 23 مارس 2009 في الولايات المتحدة) (بالإنجليزية: Edward J. Burke)‏ هو مدرب كرة سلة ولاعب كرة سلة أمريكي في مركز هجوم خلفي.